# Patan (Gujarat)
Patan is de hoofdstad van het district Patan van de Indiase staat Gujarat. Het was vroeger de hoofdstad van Gujarat. In 2011 telde de stad 133.737 inwoners.
De moord op Bairam Khan voltrok zich in Patan in 1561.
In Patan is de Rani ki vav waterput een monument van cultureel werelderfgoed, in 2014 door de UNESCO toegevoegd aan de werelderfgoedlijst.

## Galerij

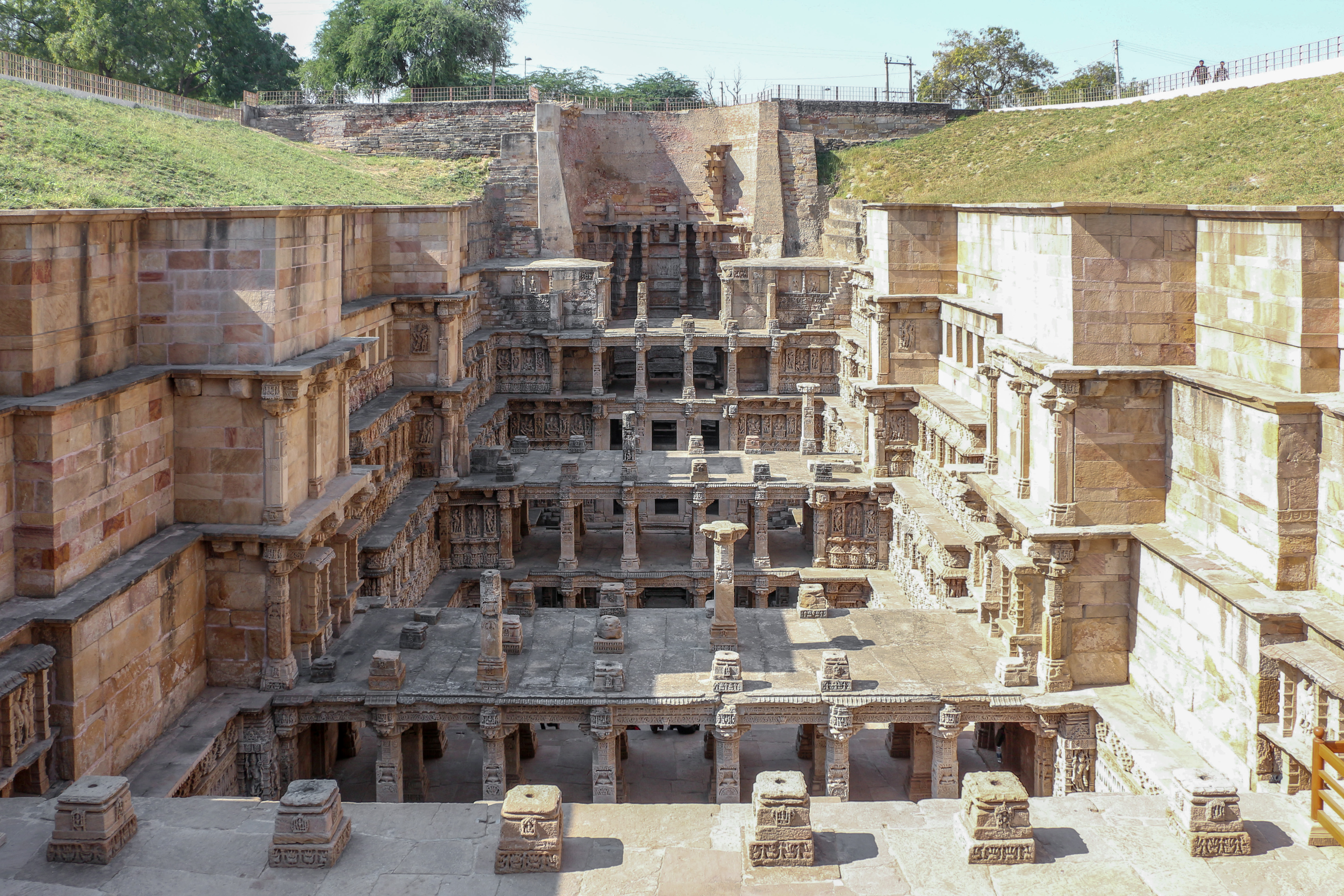
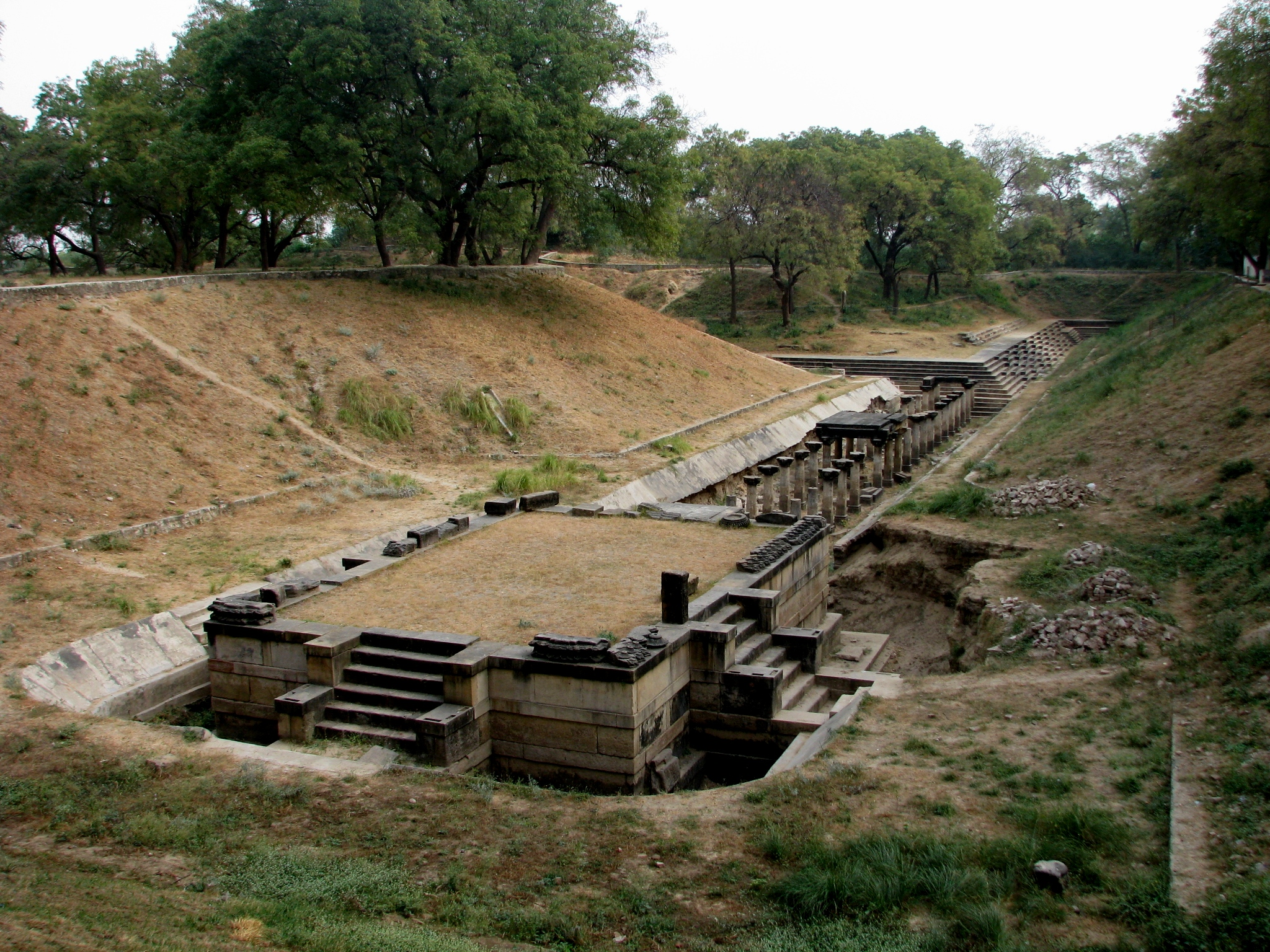
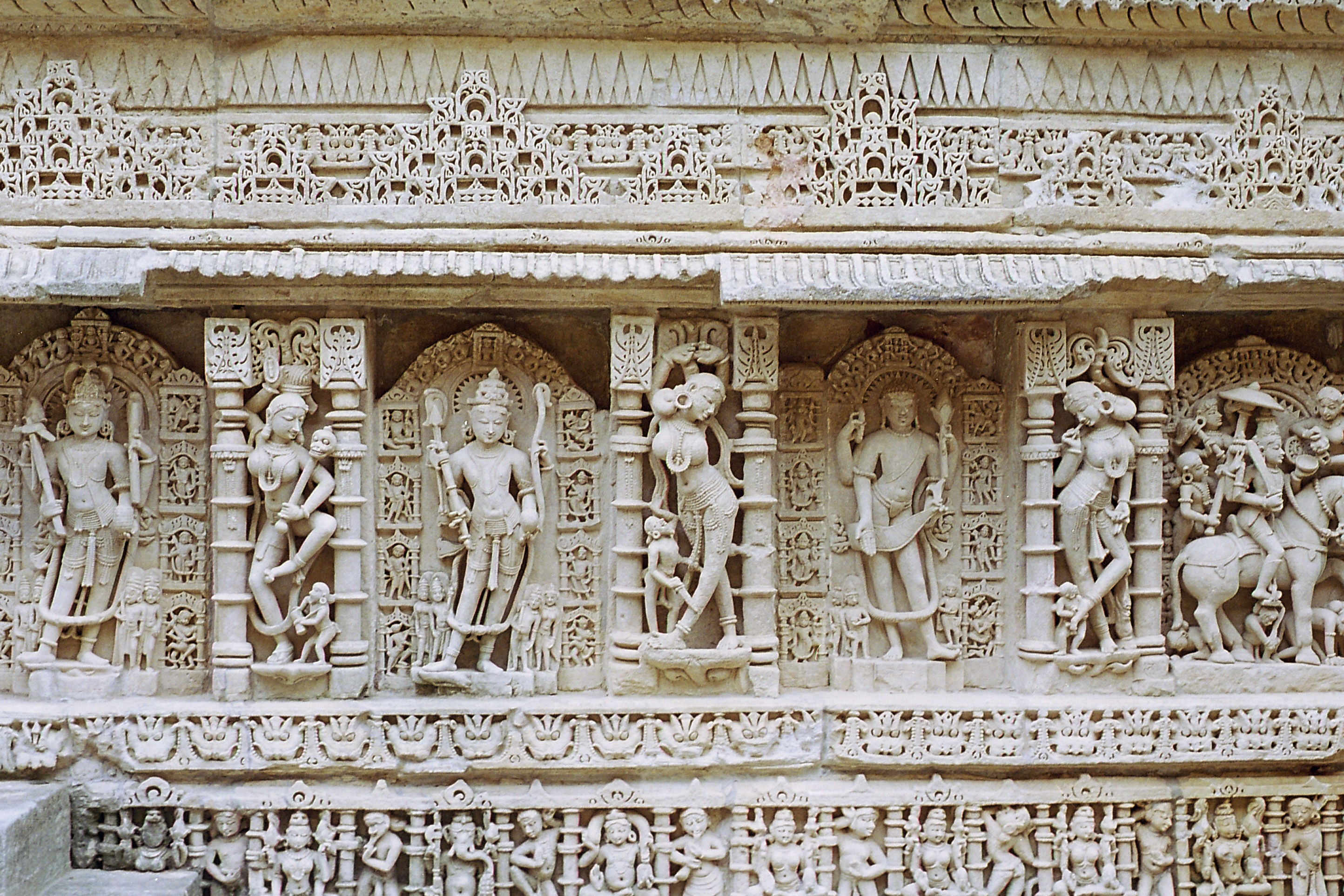
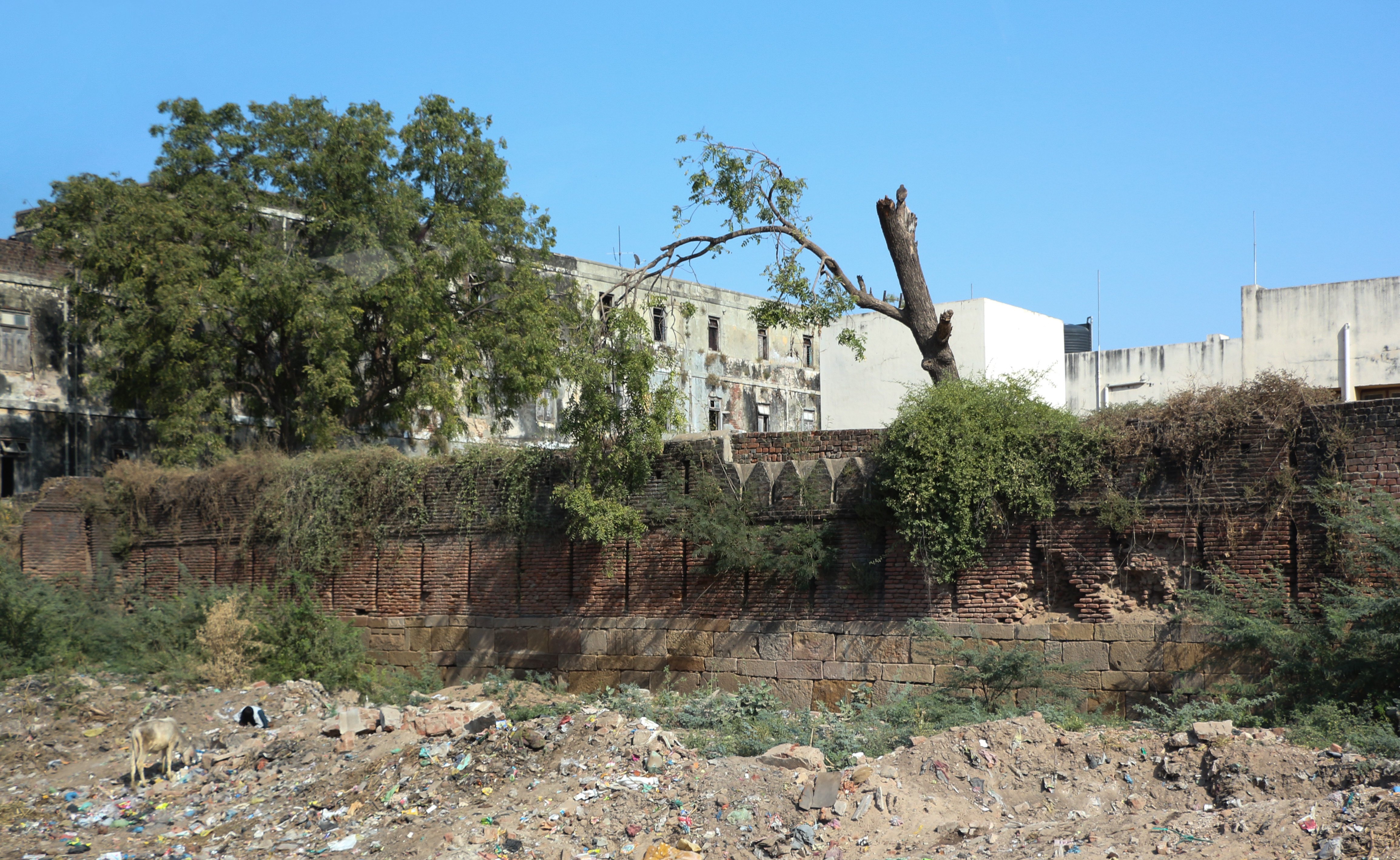